# Nhà hát múa rối Olsztyn

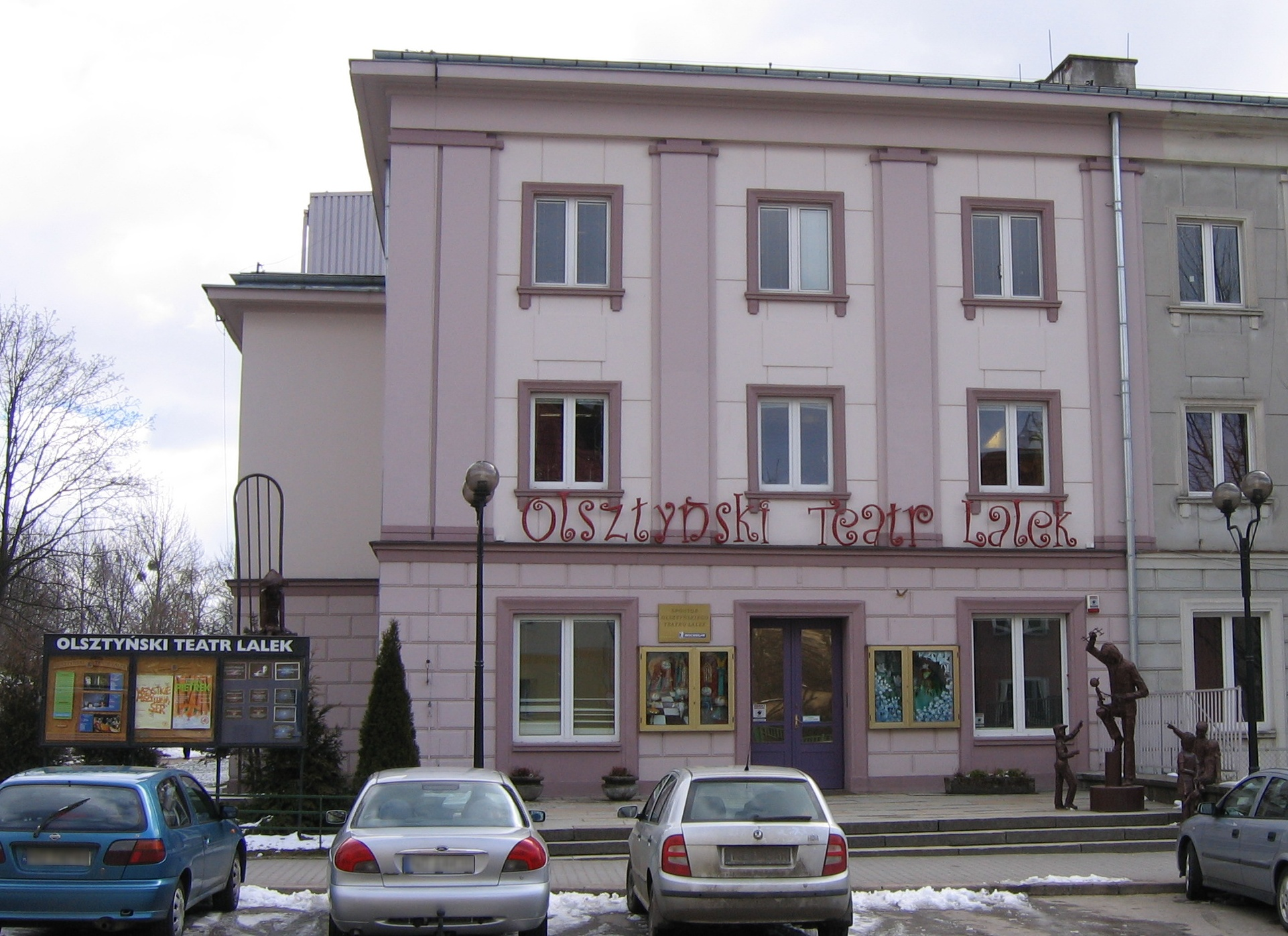
Nhà hát múa rối Olsztyn (2009)

Nhà hát múa rối Olsztyn (tiếng Ba Lan: Olsztyński Teatr Lalek) là một trong những sân khấu múa rối lâu đời nhất ở Ba Lan, tọa lạc ở thành phố Olsztyn và bắt đầu hoạt động từ tháng 11 năm 1953. Năm 1961, Nhà hát được quốc hữu hóa và tiến hành hiện đại hóa tòa nhà.
Ngày 6 tháng 10 năm 1986, Nhà hát chính thức được mang tên Nhà hát múa rối Olsztyn. Nhà hát có hai sân khấu: một sân khấu dành cho trẻ em và một sân khấu dành cho người lớn (từ năm 2000).

## Tiết mục
Các tiết mục của Nhà hát múa rối Olsztyn rất phong phú và đa dạng, hấp dẫn mà cũng gần gũi, hướng tới mọi đối tượng: thu hút từ khán giả nhỏ tuổi, người lớn, gia đình ở Olsztyn cho đến những du khách nước ngoài yêu nghệ thuật. Trong đó, nổi bật nhất là các câu chuyện cổ tích kinh điển của Ba Lan và thế giới, chẳng hạn như các vở diễn dựa trên câu chuyện cổ tích Châu Âu nổi tiếng "Người đẹp và quái vật" hay "Pinocchio".

## Sự kiện
Đây là nơi tổ chức nhiều sự kiện văn hóa để tổng kết các buổi biểu diễn quốc gia và quốc tế thú vị, chẳng hạn như: Tuần lễ Sân khấu Sinh viên hay chương trình Hoạt hình! Hội thảo cho trẻ em (Animacja! Warsztaty dla dzieci) - chương trình này do Bộ trưởng Bộ Văn hóa và Di sản Quốc gia Ba Lan đồng tài trợ.